# 까실쑥부쟁이
까실쑥부쟁이는 국화과의 여러해살이풀이다. 줄기는 곧추서며 높이는 80~100cm이다. 전체에 뻣뻣한 털이있어 까칠까칠하다. 뿌리줄기를 뻗으며 번식한다. 잎은 어긋나며 잎자루는 짧다. 꽃의 색깔은 연한 보라색 또는 푸른 보라색이다. 